# Гиалиновый хрящ
Гиали́новый хрящ (лат. cartilago hyalinis) — разновидность хрящевой ткани; плотный, упругий, стекловидный из-за содержания в нём гомогенного основного вещества, богатого протеогликанами. Гиалиновый хрящ составляет суставные и рёберные хрящи, а также хрящи носа, гортани, эпифиза длинных трубчатых костей, хрящи трахеи и бронхи.
Гиалиновым хрящом покрыта суставная поверхность эпифизов. Он обеспечивает подгонку соприкасающихся суставных поверхностей, амортизацию, уменьшает трение сочленяющихся суставных поверхностей. Толщина хряща зависит от функциональной нагрузки на него и в различных суставах колеблется от 1 до 7 мм.
По своим физико-химическим свойствам гиалиновый хрящ представляет собой гель, содержащий 70—80 % воды, 10—15 % органических веществ и 4—7 % минеральных солей. Суставная поверхность хряща гладкая и в условиях нормы увлажнена синовиальной жидкостью. Хрящ не имеет собственной сосудистой сети и нервов и питается, в основном, из суставной жидкости.